# المدرسة الدولية الألمانية (جدة)
المدرسة الدولية الألمانية في جدة ((بالألمانية: Deutsche Internationale Schule Jeddah)‏; (بالإنجليزية: German International School Jeddah)‏) هي مدرسة ألمانية تقع في مدينة جدة، المملكة العربية السعودية.

## الروابط الخارجية
1. ↑  "Lageplan der Deutschen Internationalen Schule Jeddah" (). German International School Jeddah. Retrieved on March 23, 2015. See map() نسخة محفوظة 9 مايو 2018 على موقع واي باك مشين.

- German International School Jeddah
- (بالألمانية)

```
German International School Jeddah
```

- (بالعربية) German International School Jeddah
- GISJ Intranet